# Unbelievable
Unbelievable ou Incroyable au Québec est une mini-série dramatique américaine en huit épisodes d'environ 45 minutes créée par Michael Chabon, Susannah Grant et Ayelet Waldman et mise en ligne le 13 septembre 2019 sur Netflix. Il s’agit d’une fiction basée sur un article de presse An Unbelievable Story of Rape de T. Christian Miller et Ken Armstrong, paru sur ProPublica en 2015.
Elle relève du genre dit true crime puisqu'elle rejoue en huit épisodes peu fictionnels et dramatisés une enquête de police à la recherche d'un violeur en série au Colorado.

## Synopsis
Marie Adler (Kaitlyn Dever) est violée une nuit dans son appartement à Lynnwood. Elle appelle la police, mais les policiers sont étonnés par le manque de traces laissées par le violeur. Lorsque la mère d'accueil de Marie, Judith (Elizabeth Marvel), leur fait part de ses doutes, ils font pression sur la jeune fille qui finalement se rétracte, ce qui engendre une série de conséquences catastrophiques : ses proches amis la rejettent, elle est renvoyée de son travail, le programme d'aide dont elle bénéficie est interrompu et elle finit par faire l'objet de poursuites judiciaires pour « fausse déclaration ». Sans parler des conséquences psychologiques.
Trois ans plus tard, à Golden dans le Colorado, l'inspectrice Karen Duvall (Merritt Wever) enquête sur un viol qui a eu lieu dans l'appartement d'une étudiante. Son mari, également policier, lui dit qu'ils ont eu un cas très similaire un mois plus tôt et il l'invite à approcher sa cheffe, l'inspectrice Grace Rasmussen (Toni Collette) pour lier les deux enquêtes. Il s'avérera que l'enquête s'étend à toute une série de faits similaires qu'elles auront à résoudre, avec ou sans l'aide des différents services de Police.

## Distribution
- Kaitlyn Dever (VF : Clara Soares) : Marie Adler
- Toni Collette (VF : Marjorie Frantz) : l'inspectrice Grace Rasmussen
- Merritt Wever (VF : Christèle Billault) : l'inspectrice Karen Duvall
- Eric Lange (VF : Gérard Darier) : l'inspecteur Robert Parker
- Bill Fagerbakke (VF : Patrick Raynal) : l'inspecteur Pruitt
- Elizabeth Marvel (VF : Armelle Gallaud) : Judith
- Bridget Everett (VF : Emmanuelle Rivière) : Colleen Doggett
- Danielle Macdonald (VF : Julia Boutteville) : Amber Stevenson
- Dale Dickey (VF : Odile Schmitt) : RoseMarie
- Liza Lapira (VF : Natacha Muller) : Mia
- Omar Maskati (VF : Jean-Rémi Tichit) : Elias
- Austin Hébert : Max Duvall
- Kai Lennox (VF : Yann Guillemot) : Steve Rasmussen
- Blake Ellis (VF : Jean-Philippe Pertuit) : Chris McCarthy
- Aaron Staton : Curtis McCarthy
- Patricia Fa'asua (VF : Sophie Riffont) : Becca
- Charlie McDermott (VF : Erwan Tostain) : Ty
- Brent Sexton (VF : Jean-François Aupied) : Al
- Annaleigh Ashford (VF : Flora Kaprielian) : Lilly Darrow
- Scott Lawrence (VF : Frédéric Souterelle) : l'agent spécial Billy Taggart
- Shane Paul McGhie (VF : Simon Koukissa-Barney) : Connor
- Connor Tillman (VF : Loïc Guingand) : l'agent Nick Selig
- Max Arciniega (VF : Jonathan Dos Santos) : Jason Alvarez
- Jun Hee Lee : l'agent Geoffrey Morris
- Allius Barnes : Remy
- Treisa Gary : Evelyn
- Tim Martin Gleason : Bennett
- John Hartmann (VF : Michel Voletti) : Donald Hughes
- Dejon LaQuake (VF : Joachim Salinger) : Ryan
- Brooke Smith (VF : Véronique Augereau) : Dora Kaplan
- Veronica St. Clair : girlfriend

 Source et légende : version française (VF) sur RS Doublage

## Production

### Développement
Le 22 janvier 2018, Netflix commande la mini-série Unbelievable venant de Timberman/Beverly Productions et CBS Television Studios, avec les producteurs délégués Susannah Grant, Michael Chabon, Ayelet Waldman, Sarah Timberman, Carl Beverly et Katie Couric. L'œuvre est inspirée d'un article du média en ligne ProPublica : An Unbelievable Story of Rape, rapportant, en 2015, les détails d'une série de viols et couronné du prix Pulitzer,,. Susannah Grant est confiée en tant que showrunner et scénariste avec Michael Chabon et Ayelet Waldman,,.

### Distribution des rôles
Le 25 juin 2018, on annonce que Toni Collette, Merritt Wever et Kaitlyn Dever sont engagées dans les rôles principaux de la mini-série,. Le 26 juillet 2018, on apprend que Danielle Macdonald se joint aux actrices. En août 2018, on annonce que Kai Lennox, Austin Hébert, Dale Dickey, Omar Maskati, Elizabeth Marvel, Liza Lapira et Eric Lange sont embauchés pour les rôles secondaires,,. Le 26 septembre 2018, on révèle que Vanessa Bell Calloway est également engagée.

### Tournage
Le tournage a lieu à Los Angeles en Californie.

### Fiche technique
Sauf indication contraire, les informations mentionnées dans cette section peuvent être confirmées par la base de données cinématographiques IMDb,  présente dans la section « Liens externes ».
- Titre original et français : Unbelievable
- Titre québécois : Incroyable
- Création : Susannah Grant, Michael Chabon et Ayelet Waldman
- Casting : Jodi Angstreich, Kate Caldwell, Melissa Kostenbauder et Laura Rosenthal
- Réalisation : Lisa Cholodenko, Michael Dinner, Susannah Grant
- Scénario : Susannah Grant, Michael Chabon, Ayelet Waldman, Becky Mode, Jennifer Schuur, d'après l'article de Ken Armstrong et T. Christian Miller
- Musique : Will Bates
- Direction artistique : Brett McKenzie
- Décors : Julie Berghoff
- Costumes : Alonzo Wilson
- Photographie : Quyen Tran, Xavier Grobet et John Lindley
- Montage : Jeffrey M. Werner et Keith Henderson
- Production : Katie DiMento

Coproduction : Anne M. Uemura
Production déléguée : Carl Beverly, Michael Chabon, Lisa Cholodenko, Katie Couric, Susannah Grant, Robyn Semien, Sarah Timberman et Ayelet Waldman
- Sociétés de production : CBS Television Studios et Timberman-Beverly Productions
- Société de distribution : Netflix
- Pays d’origine :  États-Unis
- Langue originale : anglais
- Format : couleur - ratio 16:9 HD - son stéréo
- Genre : drame
- Durée : 43–58 minutes
- Date de diffusion :
  - Monde : 13 septembre 2019

## Épisodes
Les épisodes, sans titre, sont numérotés de un à huit.
Épisode 1En août 2008, à Lynnwood dans l'État de Washington , Marie Adler, précédemment en famille d'accueil, qui participe maintenant à un programme de services sociaux pour adolescents en difficulté, est assise traumatisée dans son appartement tandis que son ancienne mère d'accueil, Judith, la console. Marie dit à un policier en uniforme qu'elle a été violée et il lui pose plusieurs questions pendant qu'il prend son rapport. Les inspecteurs Parker et Pruitt arrivent pour enquêter et lui faire raconter son histoire plusieurs fois. Elle est ensuite emmenée à l'hôpital où elle se soumet à un examen physique, où elle doit à nouveau raconter son histoire. La police trouve peu de preuves dans l’appartement de Marie. Colleen, qui l'a accueillie avant Judith en tant que mère d'accueil, aide Marie à déménager dans un nouvel appartement situé dans le même complexe. Judith dit à Parker que Marie est en recherche d'attention et se demande si l'allégation de viol ne pourrait pas ressortir de ce même comportement. Parker et Pruitt se convainquent que la déposition de Marie est fausse et la poussent à se rétracter, ce qu'elle fait et qui lui coûte la confiance de ses éducateurs et de ses amis.
Épisode 2En 2008, dans l’état de Washington, le détective Parker clôt le dossier de Marie. Quelqu'un révèle le nom de Marie aux médias et elle essaie d'éviter les journalistes qui entourent son appartement. En 2011, à Golden en Colorado, la détective Karen Duvall enquête sur le viol d'Amber Stevenson, âgée de vingt-deux ans, et apprend notamment que l'homme porte une tache de naissance sur le mollet gauche. En 2008, Marie a du mal à se concentrer au travail. Ses éducateurs lui imposent un couvre-feu et d'autres mesures visant à la cadrer. Elle essaie de rendre visite à Colleen, qui n'est pas chez elle, et son mari Al suggère que, vu les circonstances, il n'est pas judicieux pour eux d'être tous deux seuls. En 2011, Golden, Max, le mari de Karen, qui travaille pour la police de Westminster, l'informe que les services Westminster enquêtent sur une affaire contenant des détails similaires aux siens et lui suggère d'appeler Grace Rasmussen, l'enquêtrice chargée de l'affaire. Grace effectue une surveillance tardive dans la nuit près de l'endroit où l'agression sexuelle d'Amber a eu lieu et observe un homme suspect portant un sac à dos.
Épisode 3Le suspect de Grace est disculpé ; Karen contacte Grace pour lui annoncer qu'elle est chargée d'une affaire similaire à la sienne. Elles rendent ensemble visite à la victime dans l'affaire de Grace, et décident de joindre leurs efforts. Karen Duvall établit que le suspect, sachant que les départements de police ne coopèrent pas, ne frappe qu'une fois dans chaque juridiction. Duvall et Rasmussen passent la nuit à décortiquer les cas de viols du Colorado et appeler les détectives pour avoir des détails ; Rasmussen trouve un cas similaire à Aurora. En 2008, dans l’état de Washington, Marie est en butte aux ragots et cherche du support auprès de son ami Connor. On l'informe qu'elle est inculpée de déclaration mensongère et elle craint d'être éjectée de son programme, mais Ty le gérant lui promet de l'aider à éclaircir son cas.
Épisode  4Dans le Colorado en 2011, un étudiant de l'université d'Amber signale quelqu'un qui pourrait être le violeur, mais Amber ne peut pas l'identifier formellement. Duvall interroge le suspect et détermine que, bien que louche, il n'est pas l'attaquant d'Amber. Duvall et Rasmussen envisagent la possibilité que l'agresseur soit un policier. Rasmussen demande à son mari Steve, qui travaille au bureau du procureur général, de partager des dossiers confidentiels de policiers responsables de violence domestique, mais il refuse. À Washington en 2008, Marie obtient l'aide du défenseur public Donald Hughes, qui s'étonne que la police la poursuive pour fausse déclaration, car le cas est rarissime. Il propose une négociation avec le procureur. Pendant que Marie rend visite à Colleen et Al, Colleen voit un reportage sur une femme violée à Kirkland, avec des détails similaires à ce que Marie a initialement rapporté. Elle presse Marie d'admettre qu'elle a dit la vérité, mais Marie craint d'avoir à nouveau affaire à la police et refuse. Dans le Colorado en 2011, Duvall et Rasmussen apprennent qu'un violeur a frappé dans une autre banlieue de Denver.
Épisode 5Dans le Colorado en 2011, Rasmussen interviewe Lilly, victime d'une tentative d'agression, qui s'est sauvée en sautant de son balcon du deuxième étage, en se blessant gravement. Elle affirme que Harkness, le détective affecté à son affaire, a négligé l'affaire malgré ses blessures. Les indices correspondent aux autres crimes, confirmant que le cas de Lilly est lié. Duvall vérifie un cas du Kansas qui s'avère sans rapport, mais elle ramène un manuel utilisé pour enquêter sur les agressions sexuelles, qu'un violeur pourrait mettre à profit pour éviter d'être détecté. En 2008 à Washington, en raison des rumeurs courant parmi les autres employés sur sa "fausse déclaration" la gérante du magasin où travaille Marie l’affecte à l'entrepôt,  et elle est mise très mal à l'aise par son superviseur. Par frustration, Marie se dispute avec Connor  et son manager la réprimande pour avoir crié devant les clients, alors Marie démissionne. Colleen veut contacter la police de Kirkland à la suite du reportage montrant une affaire similaire à celle de Marie ; Judith pense que de nouvelles interactions avec la police ne feront que perturber Marie. Colleen appelle quand même, mais lorsqu'un détective de Kirkland contacte Parker, ce dernier dit que le cas de Marie était une fausse agression et la connexion ne se fait pas. En 2011 dans le Colorado, Amber a du mal à surmonter son traumatisme et a des comportements impulsifs comme des relations sexuelles avec des inconnus. Rasmussen et Duvall, avec leurs équipes, continuent d'étudier les policiers responsables de violence conjugale et détectent un suspect potentiel, le policier James Massey.
Épisode 6Dans le Colorado en 2011, Steve se ravise et remet le dossier confidentiel de Massey, disant à Rasmussen que même s'il n'est pas le violeur, il ne devrait pas être policier. Rasmussen tente d'obtenir subrepticement l'ADN de Massey, mais la reconnaissant, il lui crache au visage avant de la défier de continuer à enquêter sur lui. En 2008, à Washington, Hughes obtient à Marie un accord favorable - probation, amende et radiation de son dossier si elle ne récidive pas. Mécontente des restrictions imposées par la probation à ses activités, Marie boit et fume de la marijuana, puis retourne à son appartement après le couvre-feu : elle est donc exclue du programme. Marie revient chez Judith qui lui prête l'argent pour payer son amende. En 2011 au Colorado, Elias identifie une voiture qui se trouvait à proximité de plusieurs scènes de crime et fournit des détails sur le propriétaire, Christopher McCarthy. Duvall file un homme quittant la maison de McCarthy et recueille son ADN. Rasmussen et Taggart frappent à la porte de McCarthy pour vérifier que personne n’est à la maison avant d’entrer pour fouiller. Surpris quand Chris McCarthy ouvre la porte, ils se rendent compte que Duvall a en fait suivi le frère de Chris, Curtis.
Épisode 7En 2011 au Colorado, Rasmussen et Duvall se demandent si Chris et Curtis McCarthy travaillent en tandem. Elias utilise des publications sur les réseaux sociaux et des enregistrements de téléphone portable pour démontrer que Curtis n'est probablement pas impliqué. En 2008 à Washington, Marie suit une thérapie mandatée par le tribunal. Initialement peu coopérative, elle entame finalement un conversation avec la psychologue, sans rapport apparent avec son agression. Tout en discutant d'intrigues cinématographiques, Marie avoue que sa déclaration initiale d'agression sexuelle était vraie, mais que la police l'a forcée à se rétracter. La thérapeute croit Marie et lui demande ce qu'elle ferait différemment si elle pouvait corriger la situation. Marie répond qu'elle mentirait plus tôt et avec plus de force afin de rester en dehors du système judiciaire, car pour elle, les personnes en position d'autorité n'aiment pas la vérité si elle les dérange. En 2011 au Colorado, la police arrête les frères McCarthy, Rasmussen en accordant à Duvall le crédit en refusant de participer. Taggart et Duvall trouvent lors de la perquisition des preuves liant Chris McCarthy à de nombreuses agressions sexuelles. Rasmussen et Duvall interrogent Curtis, qui n'est pas impliqué. Rasmussen et Duvall examinent les photos récupérées à la maison McCarthy, et en découvrent de Marie.
Épisode 8Rasmussen envoie par courrier électronique des photos de Marie à Parker, qui réalise son erreur. Parker informe Marie que McCarthy a été arrêté et lui remet un chèque de remboursement de 500 $ pour son amende. McCarthy plaide coupable mais refuse à la police l'accès à un grand disque dur contenant probablement des preuves de crimes supplémentaires. Plusieurs victimes commencent à reprendre leur vie en main, détaillant au tribunal l'impact des actes de McCarthy ; Amber fait de même en observant silencieusement depuis le fond de la salle d'audience. McCarthy, condamné à 327 ans et demi d'emprisonnement, demande que Taggart l'interroge afin que ses informations aident à arrêter d'autres violeurs. Marie poursuit la ville de Lynnwood et son avocat obtient une indemnisation de 150 000 $ et des excuses officielles. Marie passe son permis, achète une voiture et envisage de partir, mais s'arrête d'abord au poste de police et dit à Parker que personne ne s'est personnellement excusé. Parker le fait, mais Pruitt reste silencieux. Avant de partir, Marie exhorte Parker à "faire mieux". Elle appelle plus tard Duvall pour la remercier d'avoir attrapé McCarthy et restauré sa foi en l'humanité, puis continue la route vers sa nouvelle vie.

## Accueil

### Audience
Le 17 octobre 2019, Netflix annonce que la mini-série a été regardée par environ 32 millions de téléspectateurs après sa mise en ligne.

### Critique
Time rappelle que la série s'inspire d'une enquête journalistique sur une série de viols, publiée en 2015 et couronnée par le prix Pulitzer. Pour ce magazine, la série est un anti-New York, unité spéciale : « Unbelievable n'est pas un spectacle léger. Mais en défendant la réalité contre le sens commun et en favorisant non le suspense mais la compréhension, elle lance un appel à revoir les récits de viol simplistes qu'il devrait être impossible d'ignorer ».
Marie Claire recommande une série qui « met en colère », avec une victime « brillamment interprétée par la jeune Kaitlyn Dever » et un « duo complémentaire et passionnant » d'inspectrices de police.
Slate juge la série « indispensable » : « Unbelievable n'est pas que le portrait d'une femme victime d'un prédateur puis d'un système sexiste et défaillant […] la série offre une autre histoire […] un polar haletant sans jamais perdre de sa subtilité ni de son commentaire social ».
Première conclut : « Tantôt clinique et froide, tantôt profondément humaine, Unbelievable a l’intelligence de montrer les conséquences désastreuses du victim blaming à travers une machine à suspense implacable, ne privant ainsi jamais le spectateur du frisson du true crime qu’il venait initialement chercher ».

## Distinctions

### Nominations
- Golden Globes 2020 : 
  - Meilleure mini-série ou meilleur téléfilm
  - Meilleure actrice dans une mini-série ou un téléfilm pour Kaitlyn Dever
  - Meilleure actrice dans une mini-série ou un téléfilm pour Merritt Wever
  - Meilleure actrice dans un second rôle dans une série, une mini-série ou un téléfilm pour Toni Collette